# Pierre Reymond
 (juin 2017).
Si vous disposez d'ouvrages ou d'articles de référence ou si vous connaissez des sites web de qualité traitant du thème abordé ici, merci de compléter l'article en donnant les références utiles à sa vérifiabilité et en les liant à la section « Notes et références ».
Pour les articles homonymes, voir Reymond.
Pierre Reymond, né à Genève le 19 juillet 1933 et mort le 15 juin 2017 à Vaison-la-Romaine, est un dessinateur de presse suisse. Il a été le premier dessinateur de presse engagé en Suisse romande pour faire des dessins quotidiens.

## Biographie
Pierre Reymond étudie le graphisme à l'École des arts décoratifs de Genève (maintenant nommée la Haute école d'art et de design), et commence à travailler épisodiquement pour La Tribune de Genève en 1964. À partir de 1969, sur demande du rédacteur en chef, Georges-Henri Martin, il commence à produire quotidiennement un dessin d'actualité. Il cesse cette activité en 1998, arrivé à l'âge de la retraite.